# A flor de piel (película)
A flor de piel (título original en inglés Under the Skin) es una película dramática británica de 1997 escrita y dirigida por Carine Adler, protagonizada por Samantha Morton.

## Argumento
Dos hermanas hacen frente a la muerte de su madre. Una hermana, Rose (Claire Rushbrook), que está casada y embarazada, se las arregla para seguir adelante con su vida. Iris (Samantha Morton) se siente asfixiada en su relación actual y su vida se sale de control una vez que deja a su novio, Gary (Matthew Delamere).

## Reparto
| Actor            | Personaje  |
| ---------------- | ---------- |
| Samantha Morton  | Iris Kelly |
| Claire Rushbrook | Rose Kelly |
| Matthew Delamere | Gary       |
| Rita Tushingham  | Madre      |
| Stuart Townsend  | Tom        |

## Recepción
Under the Skin recibió críticas favorables de los críticos. Rotten Tomatoes da a la película una puntuación de 87% basada en 23 opiniones. The Guardian colocó a la película en el número 15 en su lista de las mejores películas británicas entre 1984 y 2009.

## Premios
- Ganó el Premio Michael Powell a la mejor película británica en el Festival Internacional de Cine de Edimburgo de 1997.
- Ganó el Premio de la Crítica Internacional FIPRESCI en el Festival Internacional de Cine de Toronto de 1997.